# Viteževo
Viteževo (em cirílico: Витежево) é uma vila da Sérvia localizada no município de Žabari, pertencente ao distrito de Braničevo, na região de Braničevo.
A sua população era de 728 habitantes segundo o censo de 2002.

## Demografia
| 1948  | 1953  | 1961  | 1971  | 1981  | 1991  | 2002 | 2011 |
| ----- | ----- | ----- | ----- | ----- | ----- | ---- | ---- |
| 1 700 | 1 731 | 1 709 | 1 644 | 1 569 | 1 402 | 863  | 728  |